# هنرهای زبانی
هنرهای زبانی (به انگلیسی: Language arts) هنر محملی برای بیانگری ایده هاست که می‌تواند از طریق موسیقی، نقاشی، مجسمه‌سازی یا نمایش انجام شود و زبان محملی برای دریافت و انتقال پیام‌ها. وقتی این دو تلفیق شوند به هنرهای زبانی می‌رسیم یعنی استفادهٔ بیانگرانه از زبان برای دریافت و انتقال ایده‌ها. هنرهای زبانی دو وجه محتوایی و مهارتی دارد. در زمینهٔ محتوایی با دو حوزه سروکار دارد: ۱_ماهیت و رشد زبان ۲_ادبیات.
بررسی ماهیت زبان اصولاً در فلسفهٔ زبان صورت می‌گیرد. فلسفهٔ زبان استدلال در مورد ماهیت، منشأ و نحوهٔ استفاده از زبان است. فیلسوفان تحلیلی در فلسفه زبان به چهار مشکل اساسی می‌پردازند: ماهیت معنا، استفاده از زبان، شناخت زبان، و رابطهٔ بین زبان و واقعیت. با این حال، برای فیلسوفان قاره ای، فلسفهٔ زبان یعنی پرداختن به زبان به عنوان بخشی از منطق، تاریخ یا سیاست است. روانشناسان نیز به ماهیت یادگیری و کسب زبان در سنین کودکی می‌پردازند و نظریات رشد زبانی متعددی در این زمینه وجود دارند.
وجه مهارتی هنرهای زبانی شامل آموزش و یادگیری مهارت‌های خواندن، نوشتن، صحبت کردن، گوش دادن، و مشاهده و ارائهٔ بصری می‌شود. مشاهده و ارائهٔ بصری در واقع به دلیل رشد فناوری از نیمه‌های دههٔ ۹۰ به این برنامه اضافه شده‌است تا کودکان علاوه بر توانایی خواندن متن چاپ شده توانایی فهم و تفسیر رسانه‌های دیداری مثل فیلم، آگهی‌های تبلیغاتی و برنامه‌های تلویزیونی را نیز داشته باشند.
اصطلاح «هنرهای زبانی» ابتدا در بین معلمان مدارس ابتدایی شکل گرفت. آن‌ها به دنبال استفاده از نگاه کل گرا در آموزش زبان بودند و بنابراین می‌خواستند با تأکید متعادل بین ادبیات و نوشتار و زبان شفاهی آموزش زبان را به امری آسانتر و لذت بخش تر تبدیل کنند. در مقابل کسانی که به آموزش‌های جداگانهٔ مهارت‌های زبانی، املایی یا دستور زبانی تأکید داشتند. امروزه هنرهای زبانی در مدارس آمریکایی به صورت یک واحد درسی ارائه می‌شود و به نام برنامهٔ هنرهای زبانی شناخته می‌شود و بر همین امر تأکید دارد که مهارتهای زبانی درهم تنیده هستند و نمی‌توان آن‌ها را به شکل جدا از هم آموزش داد. این برنامه چهار وجه را باید تحت پوشش قرار دهد: مهارت‌های مقدماتی خواندن، خواندن کارکردگرایانه (یعنی به قصد انجام کاری)، پرورش قدرشناسی ادبی، و پرورش عادتهای مستقل خوانی. این برنامه را می‌توان براساس فرایندها و ابعاد دسته‌بندی کرد. فرایندهای شفاهی (گوش کردن و صحبت کردن) و فرایندهای کتبی (خواندن و نوشتن) و فرایندهای دیداری (مشاهده و ارائهٔ دیداری). دسته‌بندی دیگر می‌تواند فرایندهای گیرندگی (گوش کردن و خواندن) و فرایندهای تولیدکنندگی (صحبت کردن و نوشتن) باشد.
دسته‌بندی هنرهای زبانی از نظر ابعاد در سه بعد محتوا، مقصود، و رشد انجام می‌شود:
- بعد محتوا به این امر می‌پردازد که چه چیزی باید آموخته شود: کودک باید با کدام متن‌ها کار کند. از فرایندهای و راهبردهای درک مطلب چطور استفاده کند یا چطور آن‌ها را تولید کند. از ساختارها و نظام‌های زبان مثل تلفظ، دستور زبان و نشانه گذاری چطور استفاده کند.
- بعد مقصود به این امر می‌پردازد که کودک چرا باید چیزی را بیاموزد: برای کسب و انتقال اطلاعات، برای نمایش بیانگری‌ها و پاسخ‌های ادبی زیبایی شناسانه، برای جستجوی راهکار برای مسائل، برای یادگیری و تأمل از طریق بحث و تأمل نویسی
- بعد رشد به این امر تأکید دارد که کودکان چطور دانش کسب می‌کنند و به مروز زمان ماهر می‌شوند و این که چطور باید یاد بگیرند که از زبان به روشنی، نقادانه، و خلاقانه استفاده کنند.

محتوای برنامهٔ هنرهای زبانی را ایدئولوژی پشت این برنامه است که مشخص می‌کند. یعنی پاسخ به این سؤال که یک فرد دارای سواد خواندن و نوشتن بناست بازتاب کدام مفهوم از سواد باشد؟ رویکردهای روش شناختی متفاوتی نسبت به مفهوم باسوادی وجود دارد که مبتنی برایدئولوژی‌های متفاوتی هستند.
ایدئولوژی کارکرد گرا بر «مهارتهای کارکردی ابتدایی» تأکید دارد و براساس نیاز به آموزش شهروندان توانا برای رقابت در بازار کار طراحی شده‌است. در این رویکرد دستورالعمل‌های خواندن بر تدریس صداها، نمادها، و درک مطلب مستقیم از طریق فرایندهای تمرین و مهارت ورزی تأکید دارد. تأکید رویکرد بیشتر روی درک قواعد، فهمیدن واقعیتهای علمی، و پیروی از دستورالعمل هاست. این رویکرد به منظور تثبیت نظم عمومی صنعتی و اجتماعی است. این رویکرد به دنیال آموزش مهارت‌های لازم برای مشارکت موفقیت‌آمیز در مدرسه و نیز در جامعه است، موفقیت یعنی داشتن مهارت‌های یک شهروند مولد یا یک نیروی کار خوب. خواندن متمرکز بر رمزگشایی کلمات و تجزیه و تحلیل متن از طریق پاسخ به سوالات درک مطلبی مشخص به صورت شفاهی و کتبی است. این رویکرد به دنبال یاد دادنِ خواندن است نه خواندن برای یادگیری. در این رویکرد، هنر تربیتی کارکردگرا به شکل فردگرایانه، رفتارگرایانه و رقابتی است. این رویکرد با نقادی متون یا داستانها یا زندگی دانش آموزان و موقعیت‌های زیسته و تاریخی کاری ندارد.
ایدئولوژی سواد فرهنگی به آموزش ارزش‌ها و اخلاق از طریق کتابهای مهم ادبی توجه دارد. این ایدئولوژی در «رویکرد دانش هسته ای» یافت می‌شود که درآن دانش آموزان جهت موفقیت باید دانش پایه ای را در یک کلاس کسب کنند و در کلاس‌های آینده اطلاعات جدید و پیچیده‌تر را بفهمند. این رویکرد یک بدنهٔ پذیرفته شده برای دانش را به رسمیت می‌شناسد. تجربیات شخصی اگر منافاتی با هنجارهای پذیرفته شده داشته باشند ارزشی ندارند. خرده فرهنگ‌ها و تفاوت‌ها نادیده گرفته می‌شوند یا سرکوب می‌شوند. گفتمان‌های جوامع اقلیت ذیل گسترهٔ باسوادی قرار نمی‌گیرند چرا که سواد فقط به گفتمان نخبگان جامعه اطلاق می‌شود. یعنی پذیرش اخلاق و ارزشهای مسلط است که باسوادی فرهنگی محسوب می‌شود. این ایدئولوژی رویکرد کارکردگرا را هم قبول دارد و از آن استفاده می‌کند ولی اصلاً کاری به روش‌های آموزش خواندن ندارد. از منظر این ایدئولوژی معلم مرجعیت دارد و بیشتر تأکید روی محتوای مطالب است تا هستهٔ معرفتی مقبول جامعه را به دانش آموز منتقل کند و وضع موجود را حفظ کند.
ریچارد پل در سال ۱۹۹۹ اظهار می‌کند آنچه در جامعه ما لازم است تعریف متفاوتی از سواد است، تعریفی که ساختار قدرت همگن را تصدیق می‌کند و برای گفتمان گروه‌هایی که به‌طور سنتی به حاشیه رانده شده‌اند، ارزش قائل است. چنین تعریفی از سواد ذیل رویکرد سواد نقاد قرار می‌گیرد. کثرت گرایی فرهنگی، و ارزش داشتن تجربیات شخصی و تفاوتهای فردی مواردی هستند که در این منظر مورد توجه قرار می‌گیرند. در این نگاه معلمان دیگر توزیع کننده دانش نیستند بلکه عوامل تغییرند و به دانش آموزان کمک می‌کنند تا خود را در ساختارهای بزرگتر تاریخی، سیاسی، فرهنگی و اقتصادی ببینند؛ بنابراین در این منظر روش آموزش به شکل گفتگویی تغییر می‌کند. فرد یادمی‌گیرد که بخواند اما در ضمن یادمی‌گیرد که نسبت خودش را با آنچه می‌خواند پیدا کند.
یک رویکرد کل گرای نقاد زمانی است که دانش آموزان با خواندن ادبیات و دیگر مطالب مربوط به تجربیات شخصی خود «یادمی‌گیرند که بخوانند». این رویکرد متأثر از کل گرایی معناشناختی است که معتقد است معنای گزاره‌ها برحسب جایگاه آن‌ها در یک شبکه از باورها و گزاره‌ها تعیین می‌شود. چنین کلاس‌هایی، کودکان را درگیر گفتگو می‌کنند و به‌طور نقاد محتوای متون و بحث را بررسی می‌کنند و به چالش می‌کشند. این رویکرد برای خدمت به منافع کودکان و جایگاه و موقعیت تاریخی آنها در جهان طراحی شده‌است.

## نظریات رشد زبان
برنامه هنرهای زبانی با ماهیت و رشد زبان نیز سروکار دارد. نظریات رشد زبان را می‌توان به چند دستهٔ کلی تقسیم کرد:
- رفتارگرایان(Behavioral)- معتقدند که کودک زبان را از تقلید بزرگترها و شرایط محیطی می‌آموزد. کودکانی که الگوی زبانی مطلوب را ایجاد می‌کنند از جامعه پاداش دریافت می‌کنند (چه مادی و چه اجتماعی). مخالفان این نظریه معتقدند که ۱) کودکان عبارتهایی را به زبان می‌آورند که قبلاً از هیچ‌کس نشنیده‌اند۲) گفتار کودکان در برابر مداخلهٔ بزرگسالان به سختی تغییر می‌کند. ۳) به خاطر سپردن همهٔ ساختارهای زبانی ممکن عملاً غیرممکن است.
- ذات گرایان(Nativist)- معتقدند که زبان امری ذاتی است. کودکان به صورت سخت‌افزاری برنامه‌ریزی شده‌اند تا زبان را کسب کنند. چامسکی(۱۹۵۶) از طرفداران این نظریه بود. طرفداران این نظریه معتقدند ۱)پیدایش و بروز زبان در حد کمترین حد زبان مستقل از تغییرات فرهنگی و زبان شناختی انجام می‌شود. ۲) غیرانسان قادر به یادگیری زبان نیست در حالی که در انسان تقریباً سرکوب زبان غیرممکن است. ۳) فقط انسان از نظر بدنی و ویژگی‌های فیزیکی دستگاه صوتی امکان حفظ زبان را دارد. مخالفان معتقدند یادگیری زبان را نمی‌توان از رشد شناختی جدا کرد.
- شناخت گرایان(Cognitive)- باور دارند که زبان وابسته به شناخت یا ساختارهای فکری است. پیاژه(۱۹۶۲) معتقد بود که تفکر پیش نیاز زبان است و زبان در نتیجهٔ استدلال و تجربه رشد می‌کند. زبان ذاتاً یک عامل اجتماعی است که بخشی از آن به دلیل ماهیت قراردادی کلمات است و این ماهیت قراردادی کلمات برای گسترش مفهوم بسیار مهم است. کودکان دانش خود را از جهان به تدریج کسب می‌کنند (دانش غیرزبانی) و بعد این دانش را بر دسته‌بندی هاو روابط زبانی منطبق می‌کنند. هنر تربیتی با هدف رشد قوای فکری به خودی خود منجر به ترویج زبان خواهد شد و دانش آموزان می‌توانند یاد بگیرند داشن پیشین خود را به اطلاعات جدید منتقل کنند. اما این انتقال به دیگر حوزه‌ها همیشه صورت نمی‌گیرد بلکه در مقاطع سنی خاصی است که کودکان به روش متفاوتی فکر می‌کنند، ۱۸ ماهگی، ۷ سالگی و حدود ۱۱ سالگی از نظر پیاژه مقاطعی هستند که نوع رشد زبان با قبل از آن تفاوتهای اساسی می‌کند. این باور پیاژه بعدها اساس برنامه‌ریزی درسی مدارس قرار گرفت.
- کنش متقابل نمادین(Social Interactionist)- این گروه اثرات محیط و موقعیت‌ها را قبول دارند و در ضمن بر نقش خود کودک در ساختن معنا تأکید می‌کنند. این رویکرد برای دستیابی به زبان مبتنی بر فرهنگ و محیط است بنابراین همیشه متناسب و محدود است. از یک سو، این بدان معناست که زبان به نظر می‌رسد محلی و کاربردی است، زیرا در محیطی که بیشتر مورد نیاز و به احتمال زیاد قابل درک باشد رشد می‌کند. از طرف دیگر، سطح درک اولیه را صرفاً در سطح محیط اولیه حفظ می کندو به نظر می‌رسد انتقال به سایر محیط‌ها مشکل باشد.

طرفداران این نظریه به پیروی از ویگوتسکی(۱۹۸۶) معتقدند که زبان از طریق تعامل اجتماعی و استفاده از آن رشد می‌کند. از نظر ویگوتسکی تفکر و زبان مستقل از هم رشد می‌کنند یعنی ما هم تفکر پیشازبانی داریم هم زبان بدون تفکر. ساختارهای گفتاری که کودک بر آن‌ها مسلط می‌شود مبنای ساختارهای فکری کودک می‌شوند. یعنی نخست کودک زبان را برای تعامل اجتماعی به کار می‌گیرد اما از جایی به بعد زبان اساس تفکر او می‌شود. زبان به شکل گفتار خصوصی راهنمای رشد شناختی است. در نظریه ویگوتسکی معلم خبره اهمیت دارد. وظیفهٔ معلم شناسایی توانایی فعلی دانش آموزان است تا با استفاده از بحث مناسب، سؤال یا موقعیت‌های یادگیری، دانش آموز را به منطقهٔ مجاور رشد پیش برد. وضعیت فعلی منطقه ای است که کودک توانایی فهم و به‌کارگیری زبان و انجام کارها را به صورت مستقل دارد اما کمی بعدتر منطقهٔ مجاور رشد نام دارد به این معنی که یک نفر دیگر اعم از مربی، بزرگسال یا همسال می‌تواند با کمی کمک به کودک موضوعی رابیاموزد. کودکان همان‌طور که جامعه برای نمایش معنااز زبان استفاده می‌کند از آن استفاده می‌کنند و آن را درونی می‌کنند اما در منطقهٔ مجاور رشد به حمایت بزرگسالان نیاز دارند تا رشد زبانی داشته باشند.